# Лихолобовка
Лихолобовка (укр. Лихолобівка) — село,
Каменский сельский совет,
Двуречанский район,
Харьковская область, Украина.
Код КОАТУУ — 6321881505. Село ликвидировано в 1998 году.

## Географическое положение
Село Лихолобовка находится в начале балки Стенка, в 2-х км от посёлка Двуречанское и села Лупачевка (нежилое), в 5-и км от села Каменка.
Возле села несколько небольших лесных массивов, в том числе урочище Моравлевка и урочище Становое (дуб).

## История
- 1998 — село снято с учёта в связи с переселением жителей[1].